# José Marcelo Contreras y Muñoz
José Marcelo Contreras y Muñoz (Granada, 16 de enero de 1827- Madrid, 29 de diciembre de 1889) fue un pintor español del siglo XIX.

## Biografía

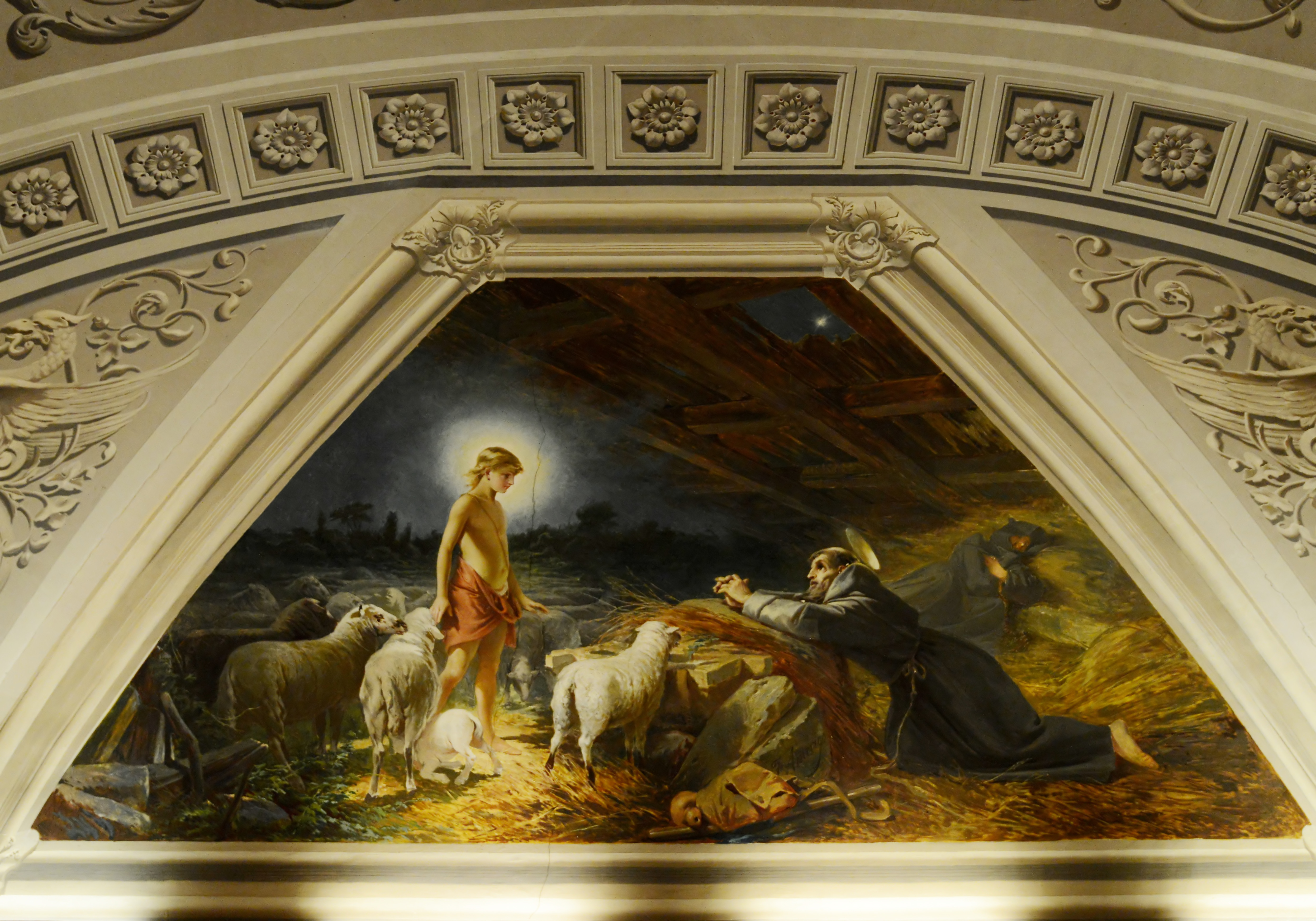
Pintura en la basílica de San Francisco el Grande

Pintor de historia, nació en Granada el 16 de enero de 1827, hijo del arquitecto José Contreras Osorio. Tuvo que dedicarse, por la modesta fortuna de su padre, a la carrera del comercio cuando sólo contaba doce años de edad; pero se desarrolló en él afición al dibujo y pronto hubo de abandonar su primera ocupación, ingresando en el estudio del pintor Francisco Enríquez, y en la Academia de Nobles Artes de la referida ciudad, donde a la edad de dieciséis años había cursado ya todas las clases de aquel establecimiento y recibido un premio extraordinario por su Junta protectora y un título jamás adjudicado por aquella corporación, consistente en el nombramiento de teniente-director honorario, con destino a corregir en las clases donde acababa de salir de alumno.

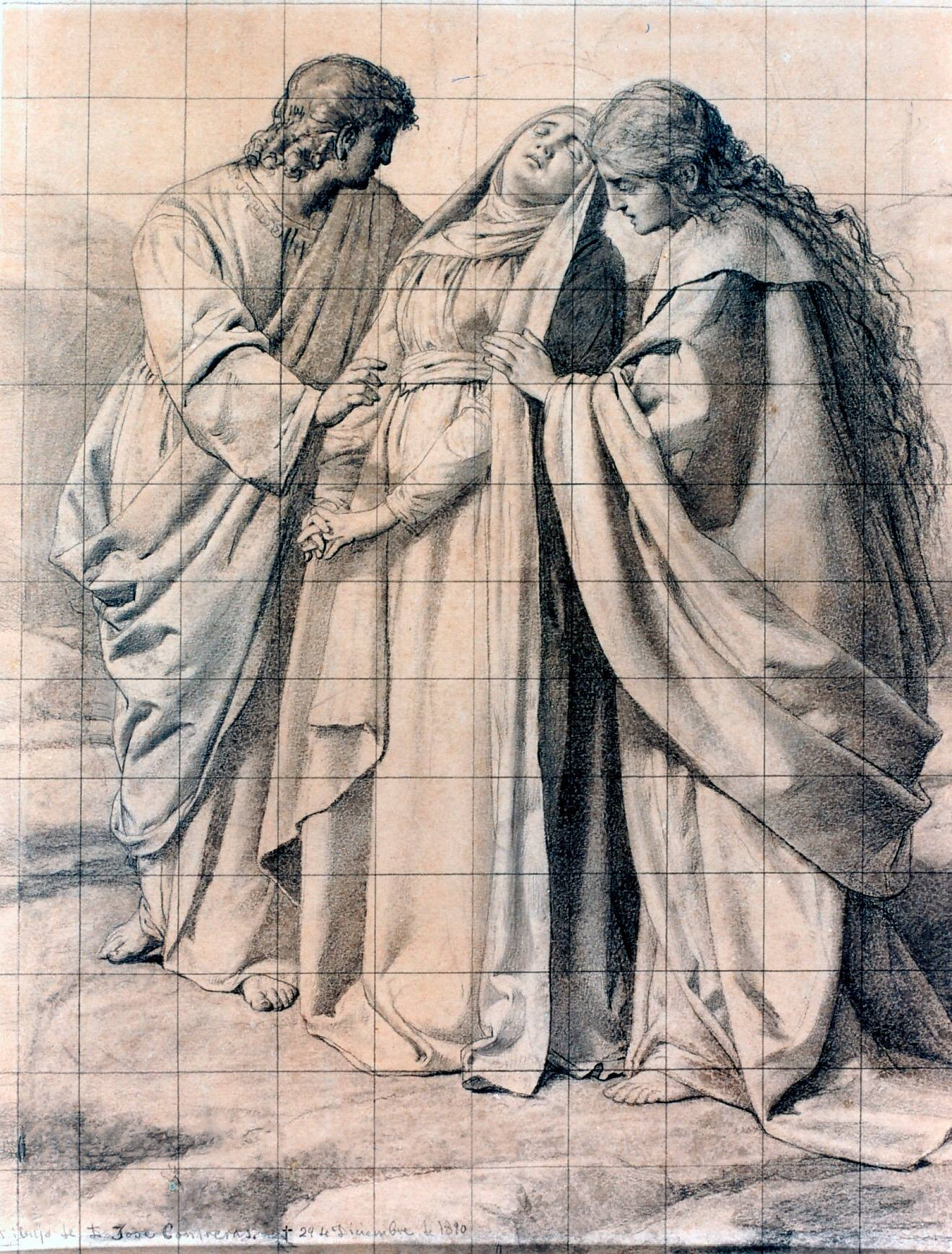
La Virgen, San Juan y la Magdalena

En esta época adquirió especiales conocimientos en el colorido bajo la dirección de Agapito López de San Román, artista que acababa de llegar de Roma, y se dedicó a la pintura de retratos a fin de ayudar a su familia. Llegado el año 1847, partió a Madrid a perfeccionarse en su carrera e ingresó en los estudios superiores de la Real Academia de San Fernando, bajo la dirección de Federico de Madrazo en el antiguo y de Juan Rivera en el natural. En 1854 se vio obligado a volver a Andalucía, fijando su residencia en Córdoba, donde fue nombrado al poco tiempo por el Gobierno director de aquel Museo provincial, y desempeñó el encargo de ejecutar de orden superior los Catálogos del mismo y de otros objetos artísticos de la provincia, y después de permanecer dos años en la referida ciudad, pasó a Granada a ratificar su matrimonio con Francisca Vilches, regresando después a Córdoba de nuevo, en donde empezó a emplear los elementos artísticos adquiridos en Madrid en obras encomendadas por los aficionados marqués de Cabriñana y duque de Almodóvar.
En 1860, y deseoso de más ancho campo, regresó repentinamente a la corte a hacer oposición a la cátedra de colorido y composición vacante en la Academia de primera clase de Cádiz, el éxito de su empresa fue completo, a pesar de ser trece los opositores; fue propuesto por unanimidad para ocupar el primer lugar en la terna elevada al Gobierno por el tribunal de oposiciones, y obtuvo el anhelado nombramiento. Pasó a Cádiz a tomar posesión de su cátedra en enero de 1861, en cuya Academia, al año siguiente, tomó parte en un certamen artístico nacional con su primer cuadro de importancia, que representaba la Caída de Murillo cuando ejecutaba su última obra en el convento de Capuchinos de la misma ciudad de Cádiz, en este certamen obtuvo el segundo premio, y su obra fue adquirida por una sociedad de la población.
Poco después solicitó del Gobierno su traslado a la Escuela de Bellas Artes de Valencia en igual asignatura, lo cual obtuvo en noviembre de 1863, tomando posesión de su nueva cátedra el 9 de diciembre de dicho año. En el acto emprendió su cuadro grande de La duda de San Pedro, que al año siguiente figuró en la Exposición Nacional de Madrid, obteniendo segunda medalla de oro por la pintura de historia. Este cuadro fue adquirido por el Gobierno y colocado en una de las galerías del Museo Nacional.
Con este triunfo se elevó su prestigio en Valencia, donde le empezaron a encargar obras considerables, tales como las que le encomendó el marqués de Dos Aguas, en cuyas habitaciones pintó una personificación de la Aurora; pero en esta época (1865) tuvo la desgracia de perder a su joven esposa, y agobiado de pena huyó de aquella ciudad con sus hijos, abandonando la cátedra y sus obras (que encomendó a otro pintor de Madrid). Llegado a la corte pidió y obtuvo ingreso en la Escuela Superior de pintura, permutando su cátedra profesional de Valencia por la de profesor de estudios elementales que desempeñaba José Fernandez Olmos. Instalado en Madrid, emprendió el cuadro destinado a la Exposición Nacional del año de 1866 y que representa El 3 de Mayo, con el fusilamiento en el patio del Buen Suceso por los franceses de los presos capturados el día anterior.
A la Exposición de 1871 concurrió con un Retrato de una señorita. Fueron también de este artista el cuadro de Dos damas en un jardín, atándose la una un zapato, mientras que su compañera la esconde a las miradas de un estudiante, que figuró en 1876 en la Exposición abierta en la Platería de Martínez. Fueron también obras suyas, el telón de embocadura en el teatro de Novedades; uno de los techos del café de Madrid; las pinturas del gran salón de la Escuela Nacional de Música (ejecutadas junto a Vallejo); el techo y telón de boca del teatro de Lara en Madrid; el decorado nuevo del templo de San Francisco el Grande, y otros trabajos de menor importancia. Fue comendador de la Orden de Isabel la Católica. Era hermano de Rafael Contreras y Muñoz.